# 曽山寺駅
曽山寺駅（そさんじえき）は、宮崎県宮崎市大字加江田にある、九州旅客鉄道（JR九州）日南線の駅である。

## 歴史
- 1963年（昭和38年）5月8日：国鉄日南線の駅として開設[1][2]。旅客のみ取扱う無人駅[3]。
- 1978年（昭和53年）3月：ホームを20 m延伸、ホーム有効長を90 mとする[4]。
- 1987年（昭和62年）4月1日：国鉄分割民営化に伴い、九州旅客鉄道（JR九州）の駅となる[2]。
- 2022年（令和4年）4月1日：宮崎支社発足、鹿児島支社から同支社へ移管[5]。
- 2025年（令和7年）度：ICカード「SUGOCA」が利用可能となる予定[6]。

## 駅構造
単式ホーム1面1線を有する地上駅。無人駅である。

## 利用状況
2015年（平成27年）度の1日平均乗車人員は21人である。
近年の1日平均乗車人員の推移は以下の通り。
| 年度   | 1日平均 乗車人員 |
| ------ | ---------------- |
| 1996年 | 31               |
| 1997年 | 37               |
| 1998年 | 31               |
| 1999年 | 31               |
| 2000年 | 32               |
| 2001年 | 34               |
| 2002年 | 37               |
| 2003年 | 30               |
| 2004年 | 36               |
| 2005年 | 36               |
| 2006年 | 29               |
| 2007年 | 25               |
| 2008年 | 23               |
| 2009年 | 18               |
| 2010年 | 20               |
| 2011年 | 18               |
| 2012年 | 19               |
| 2013年 | 21               |
| 2014年 | 23               |
| 2015年 | 21               |

## 駅周辺
- 青島水光苑ホテル
- 日南海岸ロードパーク
- 宮崎南ヘルパー派遣センター
- 曽山寺農村研修センター

## 隣の駅
九州旅客鉄道（JR九州）
■日南線
■快速「日南マリーン号」
通過
■普通
運動公園駅 - 曽山寺駅 - 子供の国駅